# Municipi de Màkreix
El municipi de Màkreix (búlgar: Община Макреш) és un municipi búlgar pertanyent a la província de Vidin, amb capital a la ciutat de Màkreix. Està situat a la plana del Danubi, a 12 km al sud-oest del Danubi, i fa frontera amb Sèrbia a l'oest.
El municipi té un territori de 229 km² amb una població que el desembre de 2009 era de 4.958 habitants, i que l'any 2011 tenia 1.630 habitants.

## Localitats
El municipi es compon de les següents localitats:
| Localitat        | Ciríl·lic     | Població(desembre de 2009) |
| ---------------- | ------------- | -------------------------- |
| Màkreix          | Макреш        | 473                        |
| Kireevo          | Киреево       | 268                        |
| Podgore          | Подгоре       | 278                        |
| Rakovitsa        | Раковица      | 611                        |
| Tolovitsa        | Толовица      | 70                         |
| Tsar Shishmanovo | Цар Шишманово | 157                        |
| Valchek          | Вълчек        | 81                         |
| Total            |               | 1.938                      |